# Großsteingrab Probsteierhagen
Das Großsteingrab Probsteierhagen ist eine megalithische Grabanlage der jungsteinzeitlichen Trichterbecherkultur bei Probsteierhagen im Kreis Plön in Schleswig-Holstein. Es trägt die Sprockhoff-Nummer 180.

## Lage
Das Grab befindet sich südsüdöstlich von Probsteierhagen, direkt am Wulfsdorfer Weg.

## Beschreibung
Die Anlage besitzt ein ost-westlich orientiertes Hünenbett mit einer Länge von 30 m und einer Breite von 7 m. Von der Umfassung sind noch einige Steine vorhanden. Ein großer Stein am Ostende dürfte in jüngerer Zeit umgesetzt worden sein. Am Ostende des Betts sind in einer Grube die Reste der nordost-südwestlich orientierten Grabkammer erkennbar. Bei Sprockhoffs Aufnahme im Jahr 1959 waren noch der nordöstliche Abschlussstein und die beiden angrenzenden Wandsteine der südöstlichen Langseite erhalten. Einer der Wandsteine fehlt mittlerweile. Aufgrund der geringen Größe der Grube dürfte es sich bei der Kammer um einen erweiterten Dolmen gehandelt haben.